# BBÖ 82
Die Reihe 82 war eine Güterzug-Tenderlokomotive der Bundesbahnen Österreichs (BBÖ).

## Geschichte
1922 beschaffte die BBÖ für die durch die neue Grenzziehung kurz gewordenen ehemaligen Hauptstrecken von Wien Richtung Norden und Osten Güterzugs-Tenderlokomotiven, die in den im Ausland gelegenen Grenzbahnhöfen nicht gewendet werden mussten, um die dort fälligen Benutzungsgebühren für die Drehscheiben zu umgehen. Auch für die Wiener Verbindungsbahnen mit ihren ungünstigen Linienführungen sollte die Lok geeignet sein.
Um der notleidenden Wiener Neustädter Lokomotivfabrik zu helfen, sollten geeignete Teile der Reihe 80 verwendet werden. Die neue 1E1-Tenderlok erhielt die Reihenbezeichnung 82 und wurde 1922 mit 20 Exemplaren in Dienst gestellt, jedoch nicht nur auf den ursprünglich vorgesehenen Strecken, sondern auch auf steigungsreichen Abschnitten anderer Strecken (Selzthal, Knittelfeld, Tauernbahn, Wiener Verbindungsbahn sowie auf der Vorortelinie der Wiener Stadtbahn). Vier weitere Lokomotiven wurden 1928 geliefert. Ab 1927 kamen Maschinen dieser Reihe nach Gloggnitz, um über den Semmering Vorspanndienst zu leisten.
Bei Übernahme durch die Deutsche Reichsbahn im Jahr 1939 wurden die Lokomotiven in die Baureihe 951 eingereiht (101–124). Diese Bezeichnung behielten die Loks auch bei der späteren ÖBB, die bis auf zwei Maschinen alle Loks übernehmen konnte. Bis zur Elektrifizierung der Semmeringbahn 1959 waren die 95er typisch für die Vorspanndienste auf dieser Gebirgsbahn. Nach 1959 kamen die Loks zur Franz-Josefs-Bahn (bis zu deren Umstellung auf Diesel 1961) und zu anderen Einsatzstellen in ganz Österreich. Ab 1968 begann die Ausmusterung der Reihe, 1972 wurde die letzte Lok abgestellt. Die 95.112 war bereits 1971 für das Eisenbahnmuseum bestimmt und wurde nach ihrer Ausmusterung als Denkmal im Bahnhof Payerbach-Reichenau am Semmering aufgestellt.